# Laust Sonne
Laust Sonne (født 11. december 1974), dansk trommeslager og musikalsk "alt-mulig-mand". Han er kendt som trommeslager i det danske rockband D-A-D, som han har spillet med siden 1999.

## Karriere
Laust Sonne har medvirket i en lang række projekter på den danske rockscene, ligesom han har udgivet to albums med sit eget band Dear, hvor han er forsanger. Derudover er han trommeslager og guitarist i bandet Bugpowder og han har spillet sammen med Tim Christensen.   
Som barn fik Laust Sonne et trommesæt til deling med sin storebroder Kristoffer Sonne (som blandt andet har spillet trommer for Hanne Boel). I 1994 flyttede han til London og dannede bandet Butterfly Species sammen med Kira Skov og guitaristen Eve. De flyttede senere til Los Angeles, men bandet gik i opløsning i 1999. Da Peter Lundholm forlod D-A-D overtog han pladsen som trommeslager på den betingelse, at han også kunne have sine soloprojekter ved siden af.
Laust Sonne har som solokunstner kontrakt med Copenhagen Records og havde et hit med sangen "Spell On You" i 2008. I 2011 udkom hans selvbetitlede solodebut. Albummet fik dog kun to ud af seks stjerner i musikmagasinset GAFFA.
I 2018 blev han vært på radioprogrammet Mer' Monitor på P6 Beat.
Sonne er også en del af en jazztrio sammen med bassisten Anders Christensen og saxofonisten Jakob Dinesen. Sammen udgav de albummet Blessings i 2021, som fik fem ud af seks stjerner i musikmagasinet GAFFA.
I 2022 medvirkede han i Aveny-T's teaterkoncert C.V. Jørgensen.

## Privatliv
Han har været kæreste med den danske sangerinde Dicte, som han også har en søn og en datter med.
I 2009 blev han kærester med Maria Erwolter. Parret blev gift i 2014.
I 2020 måtte Sonne og kæresten opsige deres lejlighed og flytte til deres sommerhus i Malmø, da Sonne grundet coronaviruspandemien ikke havde tjent nogle penge fordi alle koncerter var aflyst. Parret havde derfor ikke råd til at sidde i deres lejlighed. De flyttede tilbage i 2022.
Han er kendt for at være meget bevidst om mode og tøj og at have en noget særegen stil. Om sin påklædning har han udtalt at "jeg synes, at mandetøj som regel er ultrakonservativt, og jeg elsker at gøre det lidt feminint".

## Diskografi
Solo
- Laust Sonne (2011)

Med D-A-D
- Everything Glows (Medley, 2000)
- Soft Dogs (Medley, 2002)
- Scare Yourself (EMI, 2005)
- Monster Philosophy (EMI, 2008)
- DIC.NII.LAN.DAFT.ERD.ARK (Mermaid, 2011)
- A Prayer for the Loud (Mermaid, 2019)
- Speed of Darkness (2024)

Med Dear
- Nice Noisy Toys (To Scare The Ghosts Away) (2001)
- Billy B (2003)

Med Jakob Dinesen, Anders Christensen, Laust Sonne
- Blessings (2021)

## Hæder
- Ken Gudman Prisen 2007[10]
- Modern Drums Award 2007